# Sierra de Cogollos
Sierra de Cogollos är ett berg i Spanien. Det ligger i provinsen Provincia de Granada och regionen Andalusien, i den södra delen av landet, 300 km söder om huvudstaden Madrid. Toppen på Sierra de Cogollos är 1 889 meter över havet. Sierra de Cogollos ingår i Sierra Arana.
Terrängen runt Sierra de Cogollos är kuperad åt sydväst, men åt nordost är den bergig. Runt Sierra de Cogollos är det ganska glesbefolkat, med 23 invånare per kvadratkilometer. Närmaste större samhälle är Granada, 13,3 km sydväst om Sierra de Cogollos. 